# Morhad Amdouni
Morhad Amdouni (* 21. Januar 1988 in Porto-Vecchio) ist ein französischer Leichtathlet tunesischer Herkunft, der sich auf Mittel- und Langstreckenläufe spezialisiert hat. Sein bislang größter sportlicher Erfolg stellt der Gewinn bei den Europameisterschaften 2018 in Berlin über die 10.000-Meter-Distanz dar. Seit 2020 ist er Halter des Nationalrekords über die Halbmarathondistanz.

## Sportliche Laufbahn
Seit dem Jahr 2006 nimmt Amdouni an Wettkämpfen auf internationaler Ebene teil. Bei den Crosslauf-Europameisterschaften 2006 lief er bei den Junioren im Einzel auf den zehnten Platz und wurde zusammen mit dem französischen Team Dritter in der Teamwertung. Bei den Juniorenweltmeisterschaften 2006 in Peking schied er als Zehnter im Halbfinale aus.
2007 gewann der den 5000-Meter-Lauf bei den Junioreneuropameisterschaften im niederländischen Hengelo mit einer Zeit von 14:08,27 min. Zwei Jahre später trat er ebenfalls über 5000 Meter bei den Weltmeisterschaften 2009 in Berlin an. Mit einer Zeit von 13:29,64 min lief er auf den achten Platz. Ein Jahr später belegte er bei den Crosslauf-Europameisterschaften 2010 in Albufeira den fünften Platz im Einzel und gewann zusammen mit der französischen Mannschaft in der Teamwertung Gold.
Nach Jahren mit relativ wenig Wettkampfbeteiligung nahm er bei den Weltmeisterschaften 2015 in Peking am 1500-Meter-Lauf teil. Nachdem er den Vorlauf überstand, schied er später im Halbfinale auf dem finalen neunten Platz in einer Zeit von 3:37;79 min aus. 2016 nahm Amdouni an den Europameisterschaften in Amsterdam teil. Über die 1500-Meter-Distanz kam er nicht über Platz 13 hinaus; über 10.000 Meter wurde er Fünfter. 2017 stellte er in Birmingham beim Birmingham Müller Indoor Grand Prix in einer Zeit von 13:11,18 min einen neuen französischen Hallenrekord auf.
2018 stellt sein bislang erfolgreichstes sportliches Jahr dar. Bei den Europameisterschaften in Berlin gewann er die Goldmedaille über die 10.000-Meter-Distanz in einer Zeit von 28:11,22 min vor dem Belgier Bashir Abdi und dem Italiener Yemaneberhan Crippa. Vier Tage später lief er über 5000 Meter zu Bronze hinter den norwegischen Brüdern Jakob und Henrik Ingebrigtsen.
2019 war Amdouni bereits in Doha, dem Ort der Weltmeisterschaften des entsprechenden Jahres, sagte seinen Start jedoch kurzfristig ab. Kurz darauf wurde er in einem Bericht der ARD-Dopingredaktion beschuldigt, in Doping verwickelt zu sein. Konkret geht es um das Jahr 2017. Außerdem ist sein biologischer Pass laut der französischen Antidoping-Agentur bereits seit längerem auffällig. Amdouni bestreitet die Anschuldigungen. 2020 belegte er bei den Halbmarathon-Weltmeisterschaften in Gdynia mit zwischenzeitlich neuem Nationalrekord in 59:40 min den achten Platz. Nachdem Amdouni im Juni 2021 auch im 10.000-Meter-Lauf mit 27:23,39 min einen neuen Nationalrekord lief, trat er Ende Juli auch bei den Olympischen Sommerspielen in Tokio über diese Distanz an und erreichte im Finale den zehnten Platz. Zum Abschluss der Spiele trat er auch im Marathon an. Er beendete ihn mit einer Zeit von 2:14:33 h auf dem 17. Platz. Anfang April 2022 belegte er beim Paris-Marathon den dritten Platz und stellte in 2:05:22 h einen neuen Nationalrekord Frankreichs auf.
Für eine Kontroverse sorgte Amdounis Verhalten im olympischen Marathonwettbewerb. Bei einem Trinkstop räumte er alle dort bereitgestellten Getränke vom Tisch ab und griff sich selbst die letzte Flasche. Er erklärte, die Flaschen seien wegen der Kühlung im Wasser zu rutschig gewesen, er versuchte am Anfang der Reihe eine zu nehmen, aber sie rutschten weg, als er sie berührte. Er entschuldigte sich bei allen Athleten für sein Missgeschick. 2022 startete er im Dezember bei den Crosslauf-Europameisterschaften in Turin und belegte im Einzelrennen den elften Platz. 2023 trat er in Budapest zum ersten Mal überhaupt in seiner Karriere bei den Leichtathletik-Weltmeisterschaften an. Dort ging er im Marathon an den Start, konnte den Wettkampf allerdings nicht beenden.
2025 wurde Amdouni zu zehn Monaten Gefängnis verurteilt. Hintergrund war häusliche Gewalt gegenüber seiner Frau im Beisein ihres gemeinsamen Kindes.
Amdouni ist neben seinen internationalen Erfolgen bislang dreifacher französischer Meister.

## Wichtige Wettbewerbe
| Jahr                   | Veranstaltung                    | Ort                    | Platz                  | Disziplin              | Zeit                   |
| Startet für Frankreich | Startet für Frankreich           | Startet für Frankreich | Startet für Frankreich | Startet für Frankreich | Startet für Frankreich |
| ---------------------- | -------------------------------- | ---------------------- | ---------------------- | ---------------------- | ---------------------- |
| 2006                   | Juniorenweltmeisterschaften      | Peking                 | 10.                    | 1500 m                 | 3:55,86 min            |
| 2007                   | Junioreneuropameisterschaften    | Hengelo                | 1.                     | 1500 m                 | 14:08,27 min           |
| 2016                   | Europameisterschaften            | Amsterdam              | 5.                     | 5000 m                 | 13:40,94 min           |
| 2018                   | Europameisterschaften            | Berlin                 | 1.                     | 10.000 m               | 28:11:28 min           |
| 2018                   | Europameisterschaften            | Berlin                 | 3.                     | 5000 m                 | 13:19,14 min           |
| 2020                   | Halbmarathon-Weltmeisterschaften | Gdynia                 | 8.                     | Halbmarathon           | 59:40 min              |
| 2021                   | Olympische Sommerspiele          | Tokio                  | 10.                    | 10.000 m               | 27:53,58 min           |
| 2021                   | Olympische Sommerspiele          | Tokio                  | 17.                    | Marathon               | 2:14:33 h              |
| 2022                   | Crosslauf-Europameisterschaften  | Turin                  | 11.                    | Einzelrennen           | 30:12 min              |
| 2023                   | Weltmeisterschaften              | Budapest               |                        | Marathon               | DNF                    |

## Persönliche Bestleistungen
- 800 m: 1:47,20 min, 6. September 2015, Padua
- 1500 m: 3:34,05 min, 17. Juli 2015, Monaco
- 3000 m: 7:37,50 min, 17. Juli 2009, Paris
- 5000 m: 13:14,19 min, 23. Mai 2009, Rabat
  - 5000 m (Halle): 13:11,18 min, 18. Februar 2017, Birmingham
- 10.000 m: 27:23,39 min, 5. Juni 2021, Birmingham
- Halbmarathon: 59:40 min, 17. Oktober 2020, Gdynia
- Marathon: 2:03:47 h, 18. Februar 2024, Sevilla, (französischer Rekord)

## Sonstiges
Amdouni lebt mit seiner Frau und dem gemeinsamen Kind am Stadtrand von Paris.